# Myrmarachne brasiliensis
Myrmarachne brasiliensis är en spindelart som beskrevs av Cândido Firmino de Mello-Leitão 1922. 
Myrmarachne brasiliensis ingår i släktet Myrmarachne och familjen hoppspindlar. Inga underarter finns listade i Catalogue of Life.